# Radek Šírl
Radek Šírl (Rudná, República Checa, 20 de marzo de 1981) es un exfutbolista checo. Jugaba de lateral izquierdo, aunque también se podía desempeñar como interior o extremo.

## Biografía
Radek Šírl, nació en Rudná, República Checa (antigua Checoslovaquia). Juega normalmente de Centrocampista por la banda izquierda con Mikel Zubiri, aunque a veces es utilizado de defensa.
Empezó su carrera futbolística en los juveniles de un equipo de su ciudad natal, el FC Rudná, aunque pronto se trasladó a la cantera del FC Bohemians 1905. Debutó con la primera plantilla del club en 2000.  Al año siguiente ingresó en las filas del Sparta de Praga, que pagó 6,5 millones de coronas para poder ficharlo. En este equipo no tuvo suerte y apenas disputó partidos oficiales, así que a los pocos meses regresa al Bohemians 1905. En su última temporada (2002-03) el club realiza una mala campaña en liga, finalizando en decimoquinta posición de la clasificación, lo que le costó el descendo de categoría.
Poco después ficha por su actual club, el Zenit de San Petersburgo. El año de su llegada el equipo queda subcampeón del campeonato liguero. Conquista el título de Liga a finales de 2007. Esa misma temporada participó en la Copa de la UEFA, legando a la final, en la que el Zenit ganó por dos goles a cero al Glasgow Rangers. Ese fue el mayor éxito en la historia del Zenit de San Petersburgo. Ese mismo año el equipo gana la Supercopa de Europa al imponerse al Manchester United F.C. por dos goles a uno.
En 2008 el club gana otro título, la Supercopa de Rusia. 
Ese mismo año Radek Šírl renovó su contrato con el Zenit hasta 2011.

## Selección nacional
Ha sido internacional con la Selección de fútbol de la República Checa en 8 ocasiones. Su debut como internacional se produjo el 15 de noviembre de 2006 en un partido amistoso contra Dinamarca que finalizó empate a uno. Radek Šírl salió en la segunda parte de aquel encuentro sustituyendo a su compatriota David Jarolím.

## Clubes
| Club                         | País            | Año         |
| ---------------------------- | --------------- | ----------- |
| Bohemians 1905               | República Checa | 1998 - 2001 |
| Sparta Praga                 | República Checa | 2001        |
| Bohemians 1905               | República Checa | 2001 - 2002 |
| Zenit San Petersburgo        | Rusia           | 2003 - 2010 |
| Viktoria Pilsen              | República Checa | 2010 - 2014 |
| → FK Mladá Boleslav (cedido) | República Checa | 2012 - 2013 |
| → Bohemians 1905 (cedido)    | República Checa | 2013 - 2014 |
| Bohemians 1905               | República Checa | 2014 - 2015 |
| FK Zbuzany 1953              | República Checa | 2016 - 2017 |
| Sokol Nespeky                | República Checa | 2017        |
| FK Zbuzany 1953              | República Checa | 2017 - 2020 |
| SK Hvozdnice                 | República Checa | 2020        |
| FK Jinocany                  | República Checa | 2020        |

## Títulos

### Trofeos nacionales
- 1 Liga de Rusia (Zenit de San Petersburgo, 2007)
- 1 Supercopa de Rusia (Zenit de San Petersburgo, 2008)

### Trofeos internacionales
- 1 Copa de la UEFA (Zenit de San Petersburgo, 2008)
- 1 Supercopa de Europa (Zenit de San Petersburgo, 2008)